# Stefano Zanini
Stefano Zanini (Varese, 23 januari 1969) is een voormalig Italiaans wielrenner.

## Overwinningen
1992
- Coppa Sabatini
- 5e etappe Ronde van Apulië
- 7e etappe Ronde van Portugal

1994
- 22e etappe Ronde van Italië
- 5e etappe Tirreno-Adriatico
- Giro dell'Etna

1995
- Coppa Bernocchi
- 7e etappe Tirreno-Adriatico
- Milaan-Turijn

1996
- Amstel Gold Race
- 5e etappe Catalaanse Week
- 3e etappe Ronde van het Baskenland

1997
- GP Beghelli
- 3e en 5e etappe Ronde van het Baskenland

1998
- GP Beghelli
- 3e etappe deel A Driedaagse van De Panne
- Parijs-Brussel

1999
- 5e etappe Ronde van Valencia

2000
- 21e etappe Ronde van Frankrijk
- 10e etappe Ronde van Zwitserland

2001
- 1e etappe Ronde van Slovenië
- 7e etappe Ronde van Italië
- 2e etappe Ronde van het Baskenland

2002
- 1e etappe Driedaagse van De Panne

2003
- Philadelphia Cycling Classic

2004
- 1e etappe Ronde van Groot-Brittannië

2005
- Intergiro-klassement Ronde van Italië

## Resultaten in voornaamste wedstrijden
| Jaar | Ronde van Italië | Ronde van Frankrijk | Ronde van Spanje |
| ---- | ---------------- | ------------------- | ---------------- |
| 1991 | 104e             |                     |                  |
| 1992 | 102e             |                     |                  |
| 1993 | opgave           |                     | 91e              |
| 1994 | 48e (1)          |                     |                  |
| 1995 |                  |                     | opgave           |
| 1996 | opgave           | opgave              | 64e              |
| 1997 |                  |                     | opgave           |
| 1998 |                  | 73e                 |                  |
| 1999 |                  |                     | opgave           |
| 2000 |                  | 80e (1)             |                  |
| 2001 | 93e (1)          | opgave              |                  |
| 2002 |                  |                     |                  |
| 2003 |                  | opgave              |                  |
| 2004 |                  | 126e                |                  |
| 2005 | 111e             | opgave              |                  |
| 2007 | 134e             |                     |                  |

| Jaar | Milaan-San Remo | Gent-Wevelgem | Ronde van Vlaanderen | Parijs-Roubaix | Amstel Gold Race | Luik-Bast.‑Luik | Ronde van Lombardije | Parijs-Brussel | Cyclassics Hamburg |  | Wereldranglijsten |
| ---- | --------------- | ------------- | -------------------- | -------------- | ---------------- | --------------- | -------------------- | -------------- | ------------------ |  | ----------------- |
| 1991 |                 |               |                      |                |                  |                 |                      |                |                    |  |                   |
| 1992 | 15e             |               |                      |                |                  |                 |                      |                |                    |  |                   |
| 1993 | 76e             |               |                      |                |                  |                 | 17e                  |                |                    |  |                   |
| 1994 | 4e              | 38e           | 69e                  |                |                  |                 | 23e                  |                |                    |  |                   |
| 1995 | ↑               |               | 11e                  | 20e            | 11e              |                 | 5e                   |                |                    |  | 10e (UWB)         |
| 1996 | 5e              |               | 65e                  | 4e             | ↑                | 23e             | 14e                  |                |                    |  | 5e (UWB)          |
| 1997 |                 |               |                      | 11e            | 49e              |                 |                      |                |                    |  |                   |
| 1998 | 4e              |               | ↑                    | 52e            |                  | 18e             |                      | Goud           |                    |  | 4e (UWB)          |
| 1999 | 44e             | 111e          | 64e                  | 13e            |                  |                 |                      |                | 121e               |  |                   |
| 2000 | 172e            |               | 39e                  | 5e             |                  |                 |                      | 56e            |                    |  |                   |
| 2001 | 121e            |               | 40e                  |                |                  |                 |                      | 11e            |                    |  |                   |
| 2002 | 72e             |               | 15e                  |                |                  |                 |                      |                |                    |  |                   |
| 2003 | 87e             |               | 20e                  |                | 118e             |                 |                      |                | 9e                 |  | 19e (UWB)         |
| 2004 | 108e            |               | 49e                  | 69e            | 62e              |                 |                      |                | 96e                |  |                   |
| 2005 |                 |               |                      |                |                  |                 |                      | 104e           |                    |  |                   |
| 2007 |                 |               |                      |                |                  |                 |                      |                |                    |  |                   |